# 6. Kanadisches Kabinett
Das 6. Kanadische Kabinett (engl. 6th Canadian Ministry, franz. 6e conseil des ministres du Canada) regierte Kanada vom 21. Dezember 1894 bis zum 27. April 1896. Dieses von Premierminister Mackenzie Bowell angeführte Kabinett bestand aus Mitgliedern der Konservativen Partei.

## Minister
| Amt                                                                  | Name | Zeitraum |
| -------------------------------------------------------------------- | --- | --- |
| Premierminister                                                      | Mackenzie Bowell | 21. Dezember 1894 – 27. April 1896 |
| Innenminister und General-Superintendent für Indianerangelegenheiten | Thomas Mayne Daly | 21. Dezember 1894 – 27. April 1896 |
| Justizminister und Attorney General                                  | Charles Hibbert Tupper Thomas Mayne Daly (geschäftsführend) Arthur Rupert Dickey                                                                          | 21. Dezember 1894 – 5. Januar 1896 6. Januar 1896 – 14. Januar 1896 15. Januar 1896 – 27. April 1896 |
| Miliz- und Verteidigungsminister                                     | James Colebrooke Patterson Arthur Rupert Dickey Mackenzie Bowell (geschäftsführend) Alphonse Desjardins                                                   | 21. Dezember 1894 – 25. März 1895 26. März 1895 – 5. Januar 1896 6. Januar 1896 – 14. Januar 1896 15. Januar 1896 – 27. April 1896                                                                             |
| Finanzminister und Schatzmeister                                     | George Eulas Foster Mackenzie Bowell (geschäftsführend) George Eulas Foster                                                                               | 21. Dezember 1894 – 5. Januar 1896 6. Januar 1896 – 14. Januar 1896 15. Januar 1896 – 27. April 1896 |
| Minister für Inlandsteuern                                           | Edward Gawler Prior | 17. Dezember 1895 – 27. April 1896 |
| Zollminister                                                         | John Fisher Wood Frank Smith (geschäftsführend) John Fisher Wood                                                                                          | 24. Dezember 1895 – 5. Januar 1896 6. Januar 1896 – 14. Januar 1896 15. Januar 1896 – 27. April 1896 |
| Seefahrt- und Fischereiminister                                      | John Costigan | 21. Dezember 1894 – 27. April 1896 |
| Minister für Eisenbahnen und Kanäle                                  | John Graham Haggart Joseph-Aldric Ouimet (geschäftsführend) John Graham Haggart                                                                           | 21. Dezember 1894 – 5. Januar 1896 6. Januar 1896 – 14. Januar 1896 15. Januar 1896 – 27. April 1896 |
| Landwirtschaftsminister                                              | Auguste-Réal Angers Joseph-Aldric Ouimet Walter Humphries Montague Donald Ferguson (geschäftsführend) Walter Humphries Montague                           | 21. Dezember 1894 – 12. Juli 1895 13. Juli 1895 – 20. Dezember 1895 21. Dezember 1895 – 5. Januar 1896 6. Januar 1896 – 14. Januar 1896 15. Januar 1896 – 27. April 1896                                       |
| Handels- und Gewerbeminister                                         | William Bullock Ives John Costigan (geschäftsführend) William Bullock Ives                                                                                | 21. Dezember 1894 – 5. Januar 1896 6. Januar 1896 – 14. Januar 1896 15. Januar 1896 – 27. April 1896 |
| Postminister                                                         | Adolphe-Philippe Caron | 21. Dezember 1895 – 27. April 1896 |
| Minister für staatliche Bauvorhaben                                  | Joseph-Aldric Ouimet | 21. Dezember 1894 – 27. April 1896 |
| Staatssekretär für Kanada und Regierungskanzlist                     | Arthur Rupert Dickey Walter Humphries Montague vakant Joseph-Aldric Ouimet (geschäftsführend) Thomas Mayne Daly (geschäftsführend) Charles Hibbert Tupper | 21. Dezember 1894 – 25. März 1895 26. März 1895 – 20. Dezember 1895 21. Dezember 1895 – 26. Dezember 1895 27. Dezember 1895 – 5. Januar 1896 6. Januar 1896 – 14. Januar 1896 15. Januar 1896 – 27. April 1896 |
| Präsident des Kronrates                                              | Mackenzie Bowell | 21. Dezember 1895 – 27. April 1896 |
| Minister ohne Geschäftsbereich                                       | Walter Humphries Montague Frank Smith Donald Ferguson James Colebrooke Patterson                                                                          | 21. Dezember 1894 – 25. März 1895 21. Dezember 1894 – 27. April 1896 2. Januar 1895 – 27. April 1896 26. März 1895 – 27. April 1896                                                                            |

## Nicht dem Kabinett angehörende Minister
| Amt                        | Name                                                                          | Zeitraum |
| -------------------------- | ----------------------------------------------------------------------------- | --- |
| Minister für Inlandsteuern | John Fisher Wood                                                              | 21. Dezember 1894 – 16. Dezember 1895                                                                             |
| Zollminister               | Nathaniel Clarke Wallace John Fisher Wood (geschäftsführend) John Fisher Wood | 21. Dezember 1894 – 13. Dezember 1895 14. Dezember 1895 – 16. Dezember 1895 17. Dezember 1895 – 23. Dezember 1895 |
| Solicitor General          | John Joseph Curran vakant                                                     | 21. Dezember 1894 – 17. Oktober 1895 18. Oktober 1895 – 27. April 1896                                            |